# السكة الثالثة

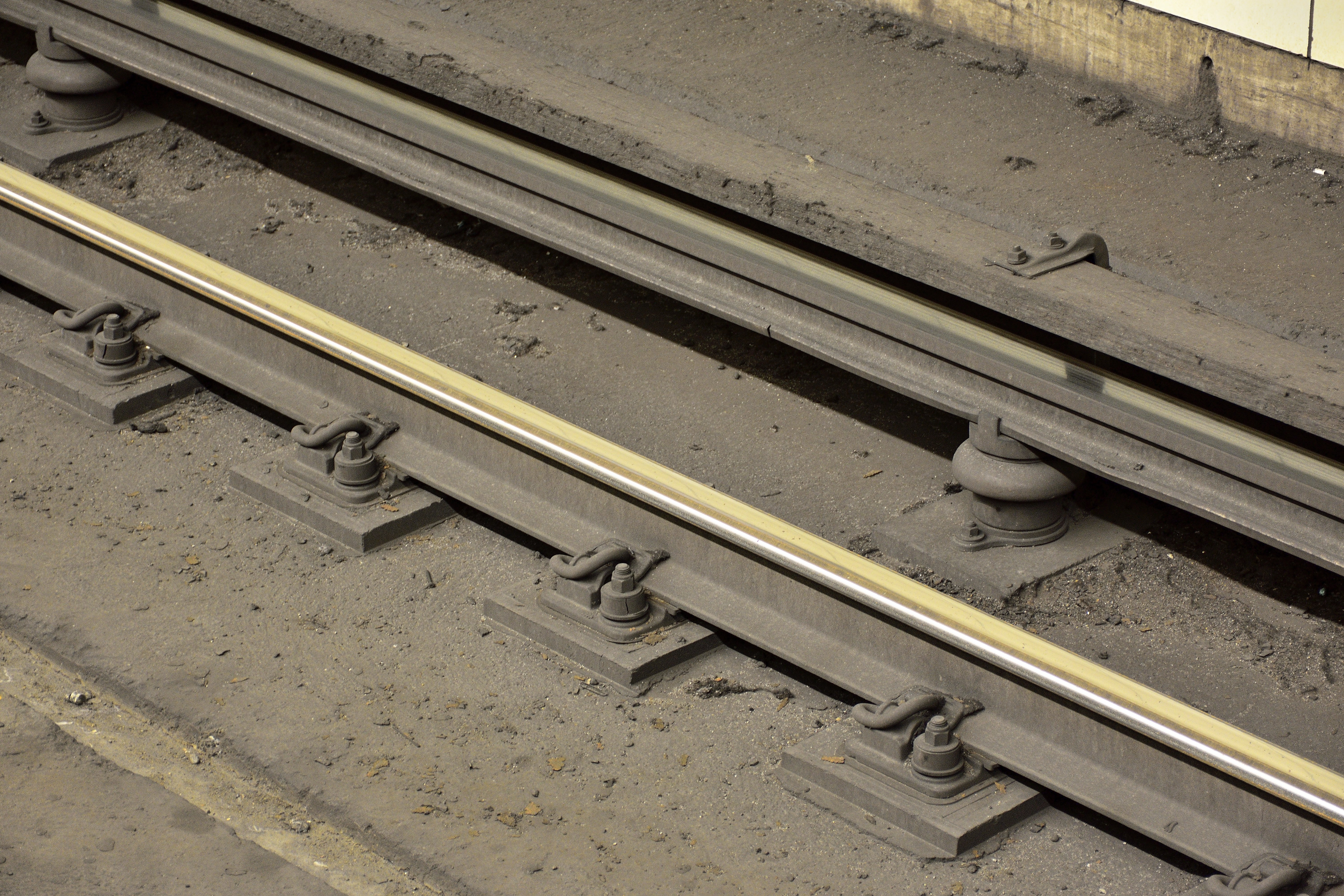
السكة الثالثة (أعلى) في محطة يونغ بلور Bloor-Yonge (الخط 1) في تورونتو، أونتاريو. لهيئة مواصلات تورونتو. تم تزويد السكة الثالثة بمقدار 600 فولت تيار مستمر، لتنشط بالطاقة الكهربائية مجموعة نقل الحركة وملحقات سيارات مترو الأنفاق.

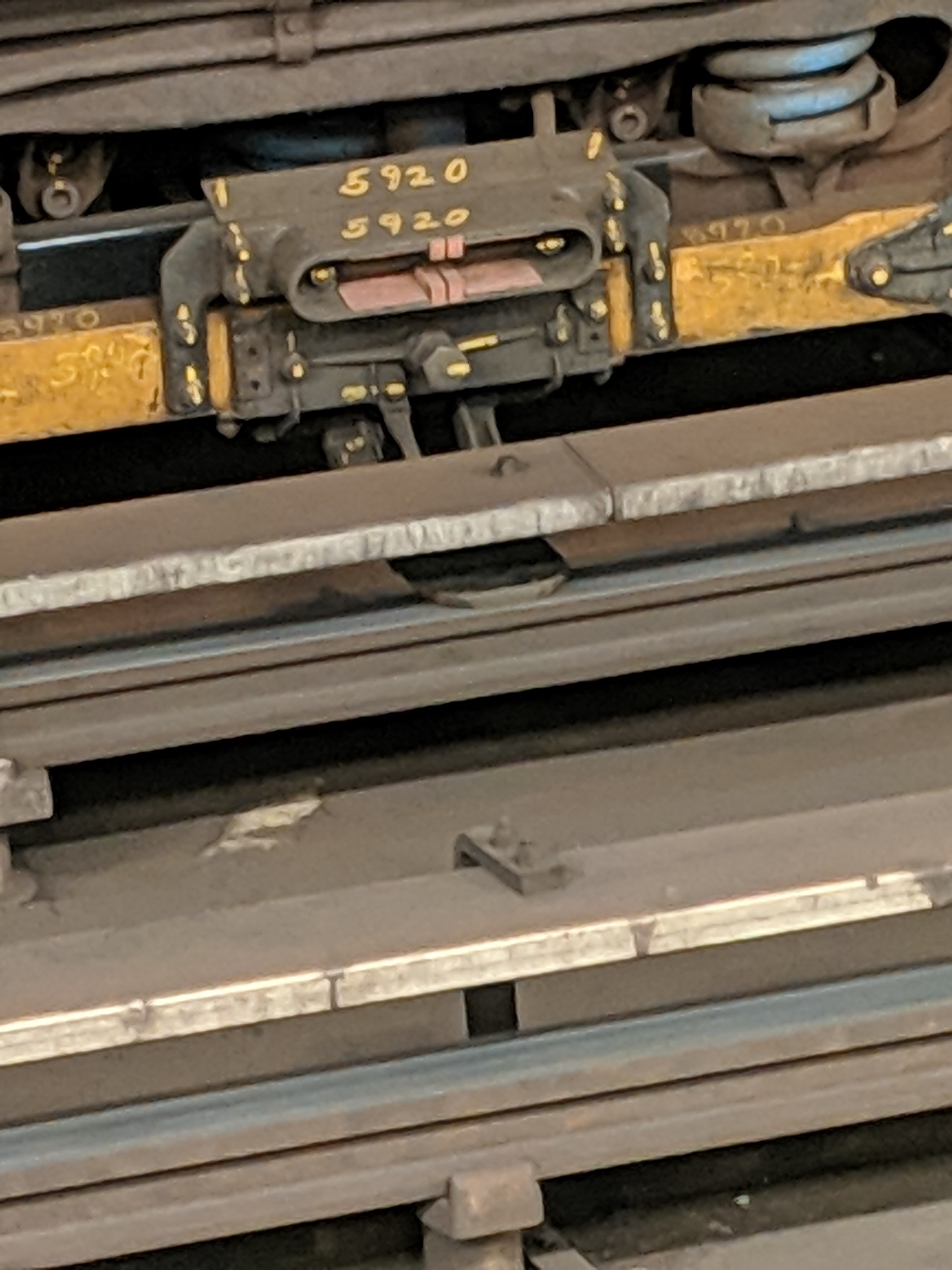
صورة لمترو نيويورك قطار وهو يجري اتصالاً مع السكة الثالثة. السكة في المقدمة هي السكة الثالثة للقطارات في الاتجاه المعاكس.

السكة الحديدية الثالثة أو القضيب الثالث هي وسيلة لتوفير الطاقة الكهربائية لقاطرة أو قطار السكك الحديدية، من خلال موصل صلب شبه مستمر يوضع بجانب أو بين قضبان مسار السكك الحديدية . يتم استخدامه عادة في نظام النقل الجماعي أو نظام النقل السريع، والذي يحتوي على محاذاة في الممرات الخاصة به، معزولة كليًا أو بشكل شبه كامل عن البيئة الخارجية. يتم تزويد أنظمة السكك الحديدية الثالثة دائمًا بكهرباء التيار المستمر.
نظام السكك الحديدية الثالث للكهرباء لا علاقة له بالسكك الحديدية الثالثة المستخدمة في السكك الحديدية مزدوجة القياس.

## صور

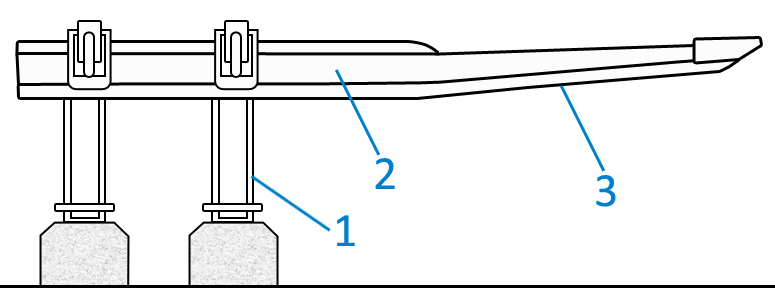
قوسان مع السكة الحديدية الثالثة
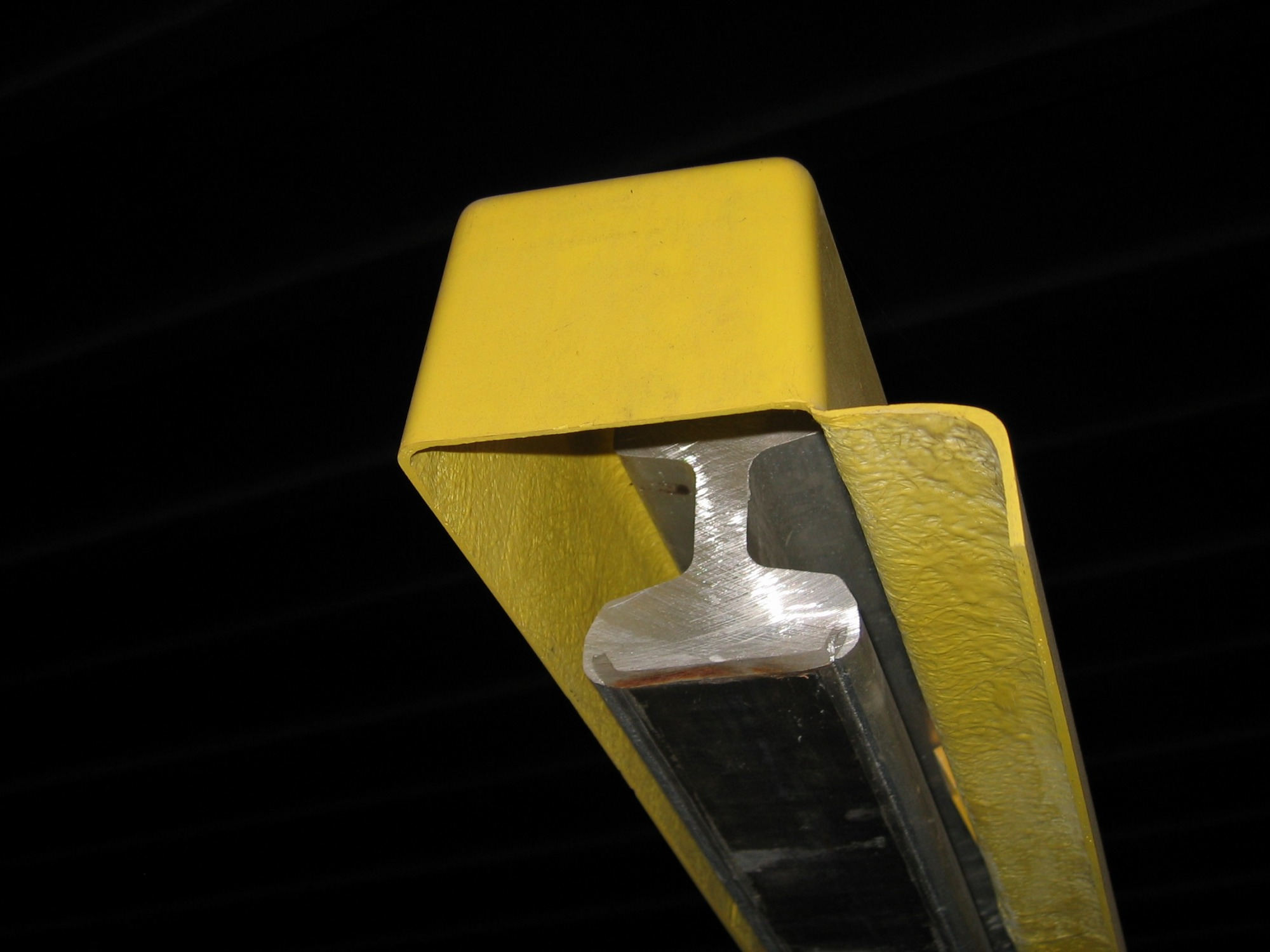
السكة الحديدية الثالثة داخل غطاء السلامة
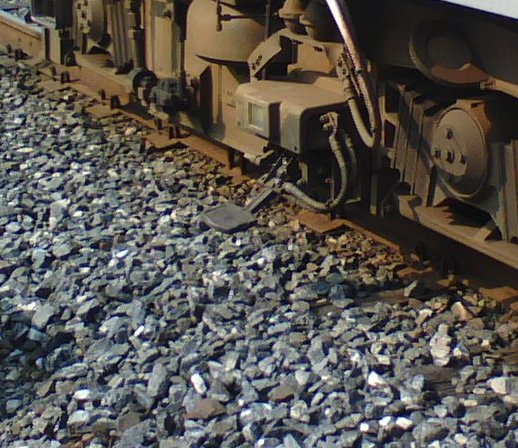
حذاء تلامس للسكة الثالثة
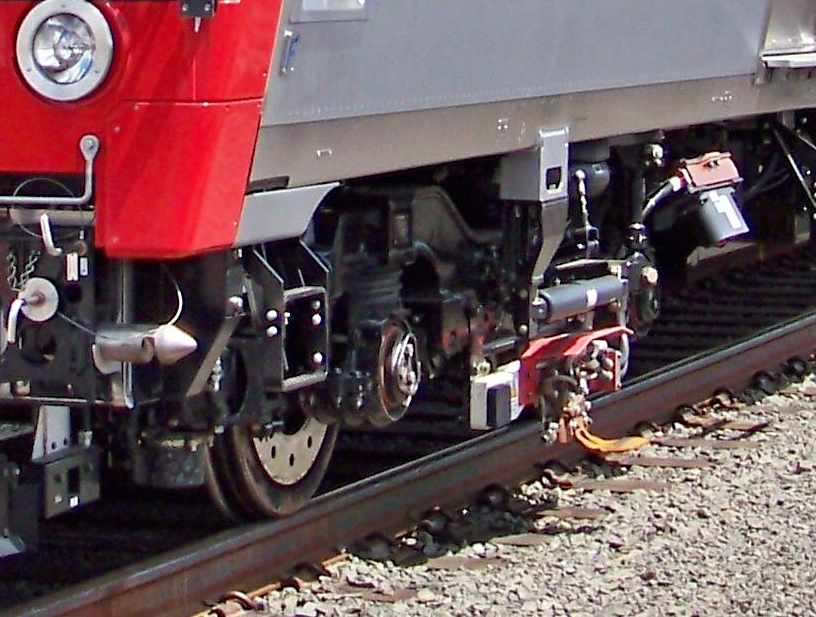
حذاء تلامس على عربة قطار مترو الشمال
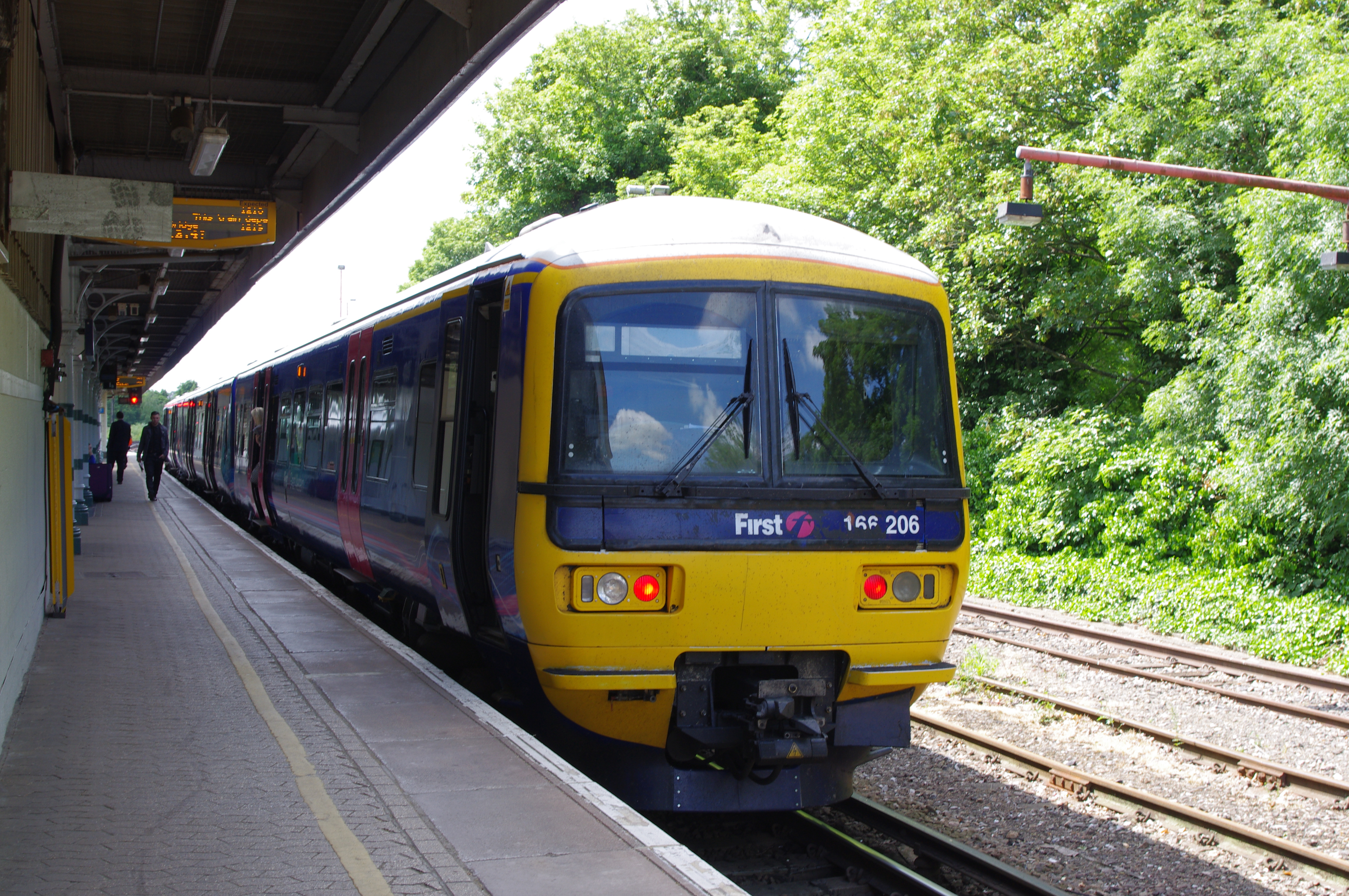
محطة ريدهل Redhill مع خدمة قطار للديزل